# Amt Oeversee
Das Amt Oeversee ist ein Amt im Kreis Schleswig-Flensburg in Schleswig-Holstein. Es besteht aus den drei Gemeinden Oeversee, Sieverstedt und Tarp. 
Die Entwicklung dieses Bereiches wurde zum einen durch die Lage am Urstromtal der Treene geprägt, zum anderen durch die Nähe zum Oberzentrum Flensburg. Einen wesentlichen Anteil hatte auch die Stationierung des Marinefliegergeschwaders 2 in Tarp. Der Ort, heute Unterzentrum, ist Sitz der Amtsverwaltung und hält für alle Bereiche des täglichen Lebens umfangreiche Angebote bereit.
Besonders attraktiv für Einheimische und den Fremdenverkehr sind das Naherholungsgebiet Fröruper Berge, die Treene, der Sankelmarker See, die Freizeitbäder in Tarp und Sieverstedt und die in vielen Ortsteilen noch erhaltene dörfliche Struktur. Die Kirchen in Oeversee und Sieverstedt sind über 800 Jahre alt.

## Geschichte
Am 1. März 2008 fusionierten die Gemeinden Oeversee und Sankelmark. Als Name der neugebildeten Gemeinde ist Oeversee vereinbart worden. 